# زواج المثليين في ألمانيا
أصبح زواج المثليين قانونيًا في ألمانيا في 1 أكتوبر/تشرين الأول 2017. وأقر كل من البوندستاغ في 30 يونيو/حزيران 2017 والبوندسرات في 7 يوليو/تموز مشروع قانون لتشريعه. وتم التوقيع على القانون في 20 يوليو/تموز من قبل الرئيس فرانك-فالتر شتاينماير ونشر في الجريدة الرسمية الاتحادية في 28 يوليو 2017.
في السابق، من عام 2001 حتى عام 2017، كانت شراكات الحياة المسجلة (بالألمانية: Eingetragene Lebenspartnerschaft)  متاحة للشركاء المثليين. تم تمديد الفوائد التي تمنحها هذه الشراكات تدريجيا من قبل المحكمة الدستورية الألمانية (بالألمانية: Bundesverfassungsgericht) عبر العديد من الأحكام القانونية حتى منحت الشراكات معظم ولكن ليس كل حقوق الزواج.
في 7 يوليو، وافق البوندسرات على مشروع القانون من دون تصويت، لأنه لم تكن هناك طلبات لجلسات التوفيق (بالألمانية: Vermittlungsausschuss). تم التوقيع على القانون في 20 يوليو 2017 من قبل الرئيس فرانك-فالتر شتاينماير. تم نشر القانون في 28 يوليو 2017 في الجريدة الرسمية الاتحادية ودخل حيز التنفيذ في اليوم الأول من الشهر الثالث بعد النشر (أي: 1 أكتوبر 2017). بدأ الأزواج المثليون بالزواج في جميع أنحاء ألمانيا في ذلك اليوم، مع حدوث أول زفاف مثلي في شونبيرغ، برلين بين كارل كريل وبودو مندي.

## التاريخ

### شراكات الحياة المسجلة

#### التاريخ

##### حكومتا شرودر الأولى والثانية (1998-2005)
كان قانون شراكات الحياة المسجلة 2001 (بالألمانية: Gesetz über die Eingetragene Lebenspartnerschaft) حلا وسطا بين مؤيدي زواج المثليين والمحافظين من الحزبين المحافظين الرئيسيين، الذي استبعد نوابهما تفسير شمولية الزواج للأشخاص المثليين. يمنح القانون الشركاء المثليين عددًا من الحقوق التي يتمتع بها الأزواج المغايرون. يمنح القانون الشركاء المثليين عددًا من الحقوق التي يتمتع بها الأزواج المغايرون. وقد صاغه النائب فولكر بيك عن حزب الخضر الألماني وتمت الموافقة عليه تحت حكومة الائتلاف بين الخضر/ والحزب الديمقراطي الإجتماعي الألماني. وافق البوندستاغ عليه في نوفمبر 2000، حيث صوتت الأحزاب الحكومية لصالحه، وتت الأحزاب المعارضة الاتحاد الاجتماعي المسيحي/الاتحاد الديمقراطي المسيحي والحزب الديمقراطي الحر ضده. وقع الرئيس يوهانس راو على القانون في 16 فبراير 2001 ودخل حيز التنفيذ في 1 أغسطس 2001.
في 17 يوليو 2002، أيدت المحكمة الدستورية الاتحادية في ألمانيا هذا القانون. وجدت المحكمة بالإجماع أن العملية التي أدت إلى سن القانون كانت دستورية. كما حكمت المحكمة المؤلفة من 8 أعضاء، مع تصويت 5 قضاة لصالحه و3 قضاة ضده، بأن جوهر القانون يتوافق مع القانون الأساسي لجمهورية ألمانيا الاتحادية (بالألمانية: Grundgesetz)، الدستور الألماني)، وحكمت بأن هذه الشراكات يمكن أن تمنح حقوقا متساوية لتلك التي يمنحها الزواج. (كان القانون الأولي قد حجب عن عمد بعض الحقوق، مثل حقوق التبني والمعاش الخاصة بالأرامل)، في محاولة لمراقبة «الحماية الخاصة» التي ينص عليها الدستور للزواج والأسرة. وقررت المحكمة أن «خصوصية» الحماية لم تكن في مقدار الحماية، بل في الطبيعة الإلزامية لهذه الحماية، بينما كانت حماية الشراكات المسجلة في تقدير البوندستاغ.)
في 12 تشرين الأول/أكتوبر 2004، أقر البوندستاغ قانون (المعدل) شراكة الحياة المسجلة (بالألمانية: Gesetz zur Überarbeitung des Lebenspartnerschaftsrechts)، مما زاد من حقوق الشركاء المسجلين في الحياة ليشمل، من بين أمور أخرى، إمكانية تبني أحد الشريكين للطفل البيولوجي للشريك الآخر، وقوانين نفقة أبسط وقواعد لحل الشراكة بعد الانفصال، ولكن باستثناء نفس المزايا الضريبية كما هو الحال في الزواج. ودخل القانون حيز التنفيذ في 1 يناير 2005.

##### حكومة ميركل الأولى (2005-2009)
في يوليو/تموز 2008، حكمت المحكمة الدستورية الاتحادية في ألمانيا بأن متحولة جنسيا من ذكر إلى أنثى، بعد أن تزوج من امرأة لأكثر من 50 عاماً، يمكنها أن تظل متزوجاً لزوجتها وتغير جنسها القانوني إلى أنثى. وأعطت البوندستاغ سنة واحدة لإجراء التغيير اللازم في القانون ذي الصلة.
في 22 أكتوبر/تشرين الأول 2009، حكمت المحكمة الدستورية بأن الرجل الذي أعطاه صاحب العمل وشريكه المسجل استحقاقات معاش أدنى بسبب عدم زواجه كان له الحق في الحصول على نفس المزايا التي كان سيحصل عليها إذا كان هو وشريكه متزوجين ومغايرين. صدر قرار المحكمة بتكريس حقوق متساوية للشركاء المثليين المسجلين ليس فقط فيما يتعلق باستحقاقات التقاعد، ولكن فيما يتعلق بجميع الحقوق والمسؤوليات المطبقة حاليا على المتزوجين.

##### حكومة ميركل الثانية (2009-2013)
في 25 أكتوبر 2009، تم إصدار البرنامج الحكومي لتحالف الاتحاد الاجتماعي المسيحي والحزب الديمقراطي الحر.
وينص على أن التفاوت الضريبي بين شركاء
الحياة (المثليين) والأزواج (المغايرين) سيتم إزالته وسيقوم بتدوين حكم المحكمة الدستورية الصادر في 22 أكتوبر 2009. ومع ذلك، لم يذكر برنامج الحكومة حقوق التبني.
في 17 أغسطس 2010، حكمت المحكمة الدستورية الاتحادية بأن الشركاء الباقين على قيد الحياة في الشراكات المسجلة يحق لهم نفس القواعد الضريبية في الميراث مثل الأرامل من الأزواج المغايرين. يدفع الأزواج المغايرون الباقون في ضريبة الميراث ما يتراوح بين 7 و30% في حين أن الشركاء المثليين المسجلين الناجين يدفعون ما بين 17 و50%.
في 18 فبراير 2013، وسعت المحكمة الدستورية الاتحادية حقوق التبني للشركاء المثليين. يجب السماح لأحد.الشريكين بتبني الطفل الذي تم تبنيه من قبل الشريك الآخر وليس فقط طفله البيولوجي، أو مابسمى ب«التبني المتتابع»، ولكن الحكومة لم تقدم مشروع قانون لتنقيح قوانين التبني قبل أن تنهي أعمالها في يونيو 2013. أعطت المحكمة الحكومة مهلة حتى 30 يونيو 2014 لتغيير مايلزم من القوانين.
في 6 يونيو 2013، حكمت المحكمة الدستورية الاتحادية بأن الشراكات المسجلة يجب أن يكون لها فوائد مشتركة للإيداع الضريبي مساوية لمزايا الأزواج المغايرين. اضطر البرلمان لتغيير القانون، وفعل ذلك في غضون شهر.

##### حكومة ميركل الثالثة (2013-2017)

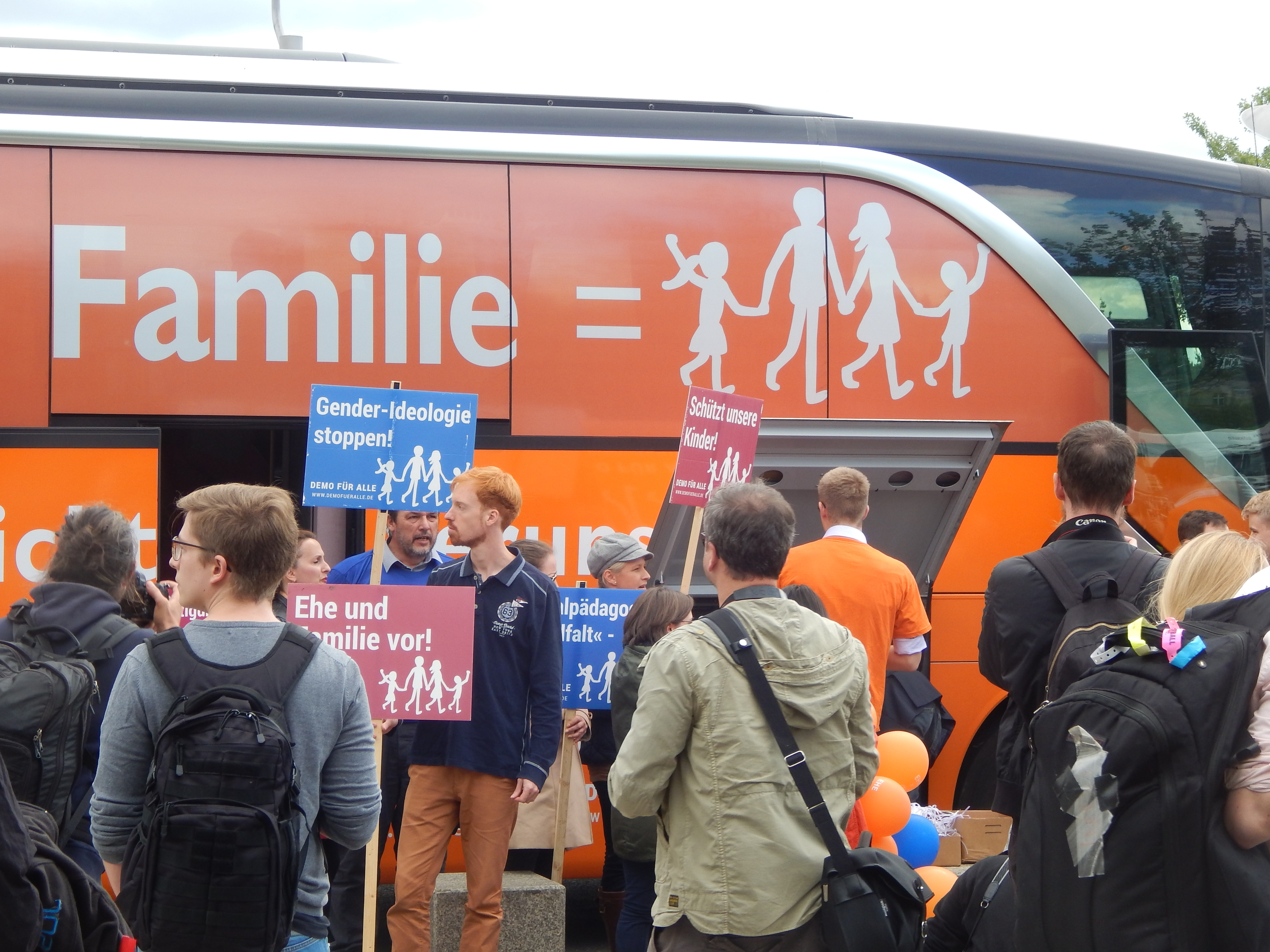
معارضو زواج المثليين يتظاهرون ضد القانون في15 سبتمبر 2017 أمام المستشارية الاتحادية الألمانية

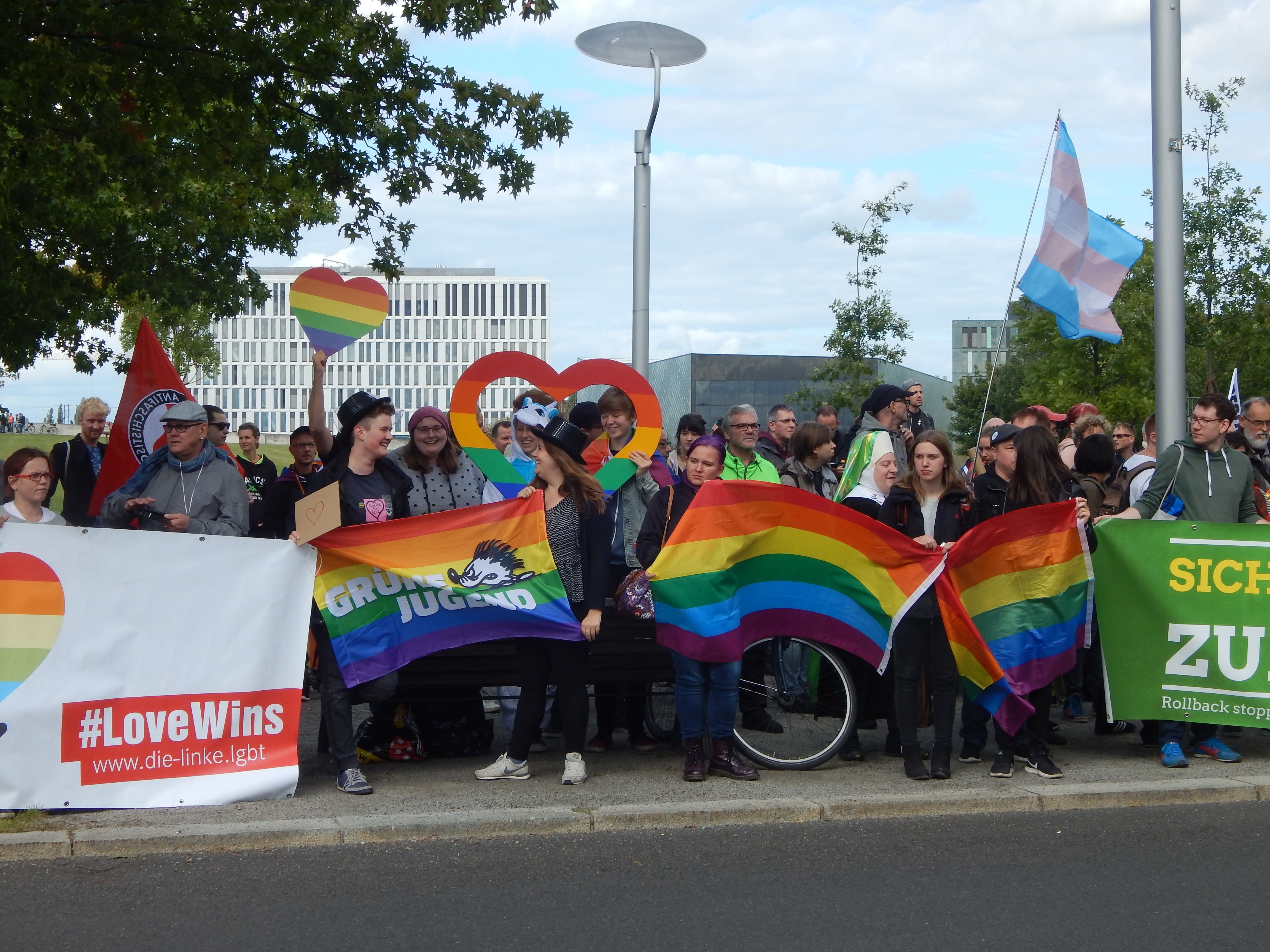
مؤيدون لزواج المثليين في مظاهرة مضادة في 15 سبتمبر 2017

في حين كان على حكومة (حزبي الاتحاد)/الحزب الديمقراطي الحر الجديدة أن تسمح بالتبني المتتالي بحلول يونيو 2014 كما هو مطلوب بموجب حكم المحكمة الدستورية الفيدرالية لعام 2013، كان من المتوقع أن تحكم المحكمة في 2014 ما إذا كان يجب السماح للشركاء المسجلين بتبني الأطفال بشكل مشترك أيضًا، ولكن رفضت القضية في فبراير 2014 لأسباب إجرائية.
في مارس 2014، وافقت الحكومة على القانون المقترح للسماح بالتبني المتتالي، مع مناقشة ما إذا كان يجب تقنين التبني المشترك أم لا. وأوصى البوندسرات بالمساواة الكاملة في التبني، وعقدت لجنة البوندستاغ جلسة استماع حول هذا الموضوع. في 22 مايو، وافق البوندستاغ على القانون بينما رفض مقترحات الخضر للمساواة الكاملة في التبني. صدر قانون آخر لمنح المساواة الكاملة في الضرائب بالإجماع في البوندستاغ، حيث أنهى التغييرات القانونية المطلوبة بعد قرار المحكمة في يونيو 2013.
في أكتوبر 2015، وافق البوندستاغ على مشروع قانون حكومي يعدل سلسلة من القوانين المتعلقة بالشراكات المسجلة. أعطى نفس الحقوق مثل المتزوجين في العديد من المجالات القانونية؛ ومع ذلك لم تكن هناك تغييرات جديرة بالملاحظة. وافق البوندسرات على مشروع القانون في نوفمبر.
لم يعد من الممكن الدخول في شراكات مسجلة بعد أن دخل القانون الذي يسمح بزواج المثليين حيز التتفيذ في 1 أكتوبر 2017. ولكن يمكن للشراكات القائمة قبل ذلك بإما أن تبقى أو أن تتحول إلى زواج.

#### إحصائيات
دخل قانون شراكة الحياة المسجلة حيز التنفيذ في 1 أغسطس 2001. وبحلول أكتوبر 2004، قام 5000 شركاء بتسجيل شراكاتهم (10000 شخص). بحلول عام 2007، ارتفع هذا الرقم إلى 15000 (30000 شخص)، ثلثا هؤلاء كانوا من الشركاء الذكور. بحلول عام 2010، ارتفع هذا العدد إلى 23000 (36000 شخص). بحلول 9 مايو 2011، أفاد 68,268 شخصًا أنهم كانوا في شراكة مسجلة.
بحلول نهاية عام 2016، قام 44000 شركاء (88000 شخص) بتسجيل شراكاتهم في ألمانيا. كان ما يقرب من 25000 شراكة (50000 شخص) بين الرجال (56.8 %)، في حين كان 19000 شراكة (38000 شخص) بين النساء (43.2 %).

### زواج المثليين

#### التاريخ
كان حزبي الاتحاد الأعضاء الرئيسيين في حكومة الائتلاف الألمانية منذ عام 2005، يعارض تاريخياً تقنين زواج المثليين. بينما يدعم حزب الخضر الألماني، والحزب الديمقراطي الاجتماعي الألماني، والحزب اليساري الألماني زواج المثليين ودعم تصويتا في يوليو 2012 لمشروع قانون فشل في تصويت لتشريعه. ويدعم الحزب الديمقراطي الحر زواج المثليين، على الرغم من أن الحزب رفض تشريعه عندما كان جزءا من حكومة ائتلافية مع حزبي الاتحاد بين 2009-2013. وبالمثل، فإن الحزب الديمقراطي الاجتماعي الألماني وافق على معارضة زواج المثليين عندما كان في الحكومة مع حزبي الاتحاد بين 2013-2017. اتفقت جميع الأطراف الأخرى على زواج المثليين كشرط للانضمام إلى حكومة ائتلافية مع حزبي الاتحاد بعد انتخابات 2017.

##### حكومة ميركل الثانية (2009-2013)
أصدر حزب الخضر الألماني، في المعارضة، مشروع قانون حول زواج المثليين في يونيو 2009. في مارس 2010، أعلن مجلس شيوخ برلين عزمه على تقديم مشروع قانون لتشريع زواج المثليين في البوندسرات، وهو التمثيل الفيدرالي للولايات الألمانية. ووفقاً لمجلس الشيوخ، فإن هذا القانون يناسب حكم المحكمة الدستورية على نحو أفضل بأن يعامل الشركاء المثليون معاملة متساوية. رفض البوندسرات القانون في سبتمبر 2010. وصوتت ولايات برلين وبراندنبورغ وبريمن وشمال الراين-وستفاليا لصالح مشروع قانون زواج المثليين، في حين صوتت 12 ولاية أخرى ضد ذلك.
في يونيو 2011، أعلن مجلس الشيوخ في هامبورغ، بعد خسائر حزب الاتحاد الديمقراطي المسيحي في انتخابات الولاية في جميع أنحاء البلاد، عن نيته في تقديم مشروع قانون زواج المثليين في البوندسرات.
في 28 يونيو 2012، فشل مشروع قانون تقدم به حزب الخضر الألماني في البوندستاغ (البرلمان الفيدرالي) لتشريع زواج المثليين من خلال تصويت 260 لصالحه و309 ضده (260-309)، مع امتناع 12 عضوا عن التصويت. كان الهدف من الاقتراح إعطاء المساواة للشركاء المثليين في التبني ولأغراض الضرائب. صوت أعضاء الائتلاف الحاكم من حزبي الاتحاد (CDU/CSU) والحزب الديمقراطي الحر صوتوا ضد الاقتراح بينما دعمت أحزاب المعارضة وهي: الحزب الديمقراطي الاجتماعي الألماني، حزب الخضر الألماني، والحزب اليساري الألماني ذلك.
في 22 مارس 2013، وافق البوندسرات على مبادرة اقترحتها 5 ولايات (هامبورغ، وسكسونيا السفلى، وشمال الراين-وستفاليا، وراينلاند بالاتينات وشلسفيغ هولشتاين) والتي من شأنها أن تفتح الزواج للشركاء المثليين. تم إرسال مشروع القانون إلى البوندستاغ للتصويت، ولكن كان الائتلاف الحاكم لا يزال هو نفسه كما في عام 2012 عندما هزم الاقتراح السابق.

##### حكومة ميركل الثالثة (2013-2017)
أُجرِيت الانتخابات الفيدرالية بتاريخ 22 سبتمبر عام 2013، وبعدها تم تشكيل ائتلاف حكومي جديد. كان البوندستاغ الجديد، الذي بدأ في 22 أكتوبر، يتألف مرة أخرى من أغلبية نظرية من الأحزاب المؤيدة لزواج المثليين (الحزب الديمقراطي الاجتماعي الألماني، حزب الخضر الألماني، والحزب اليساري الألماني). قدم الحزب اليساري الألماني على الفور مشروع قانون لتشريع زواج المثليين، لكن الحزب الديمقراطي الاجتماعي الألماني لم يؤيده، من أجل عدم عرقلة مفاوضات لتشكيل الحكومة. على الرغم من أن الحزب الديمقراطي الاشتراكي قام بحملة «لتحقيق 100٪ من المساواة» للأشخاص المثليين، إلا أن اتفاقية حزبي الاتحاد (CDU/CSU) والحزب الديمقراطي الاجتماعي الألماني لم تتضمن أي تغيير كبير فيما يتعلق بحقوق المثليين. تمت قراءة مشروع قانون الحزب اليساري الألماني في 19 ديسمبر 2013، ثم تم إرسالها إلى اللجان البرلمانية.
في 5 يونيو 2015، قدمت تسع ولايات (بادن-فورتمبيرغ، براندنبورغ، بريمن، هامبورغ، ساكسونيا السفلى، شمال الراين-وستفاليا، راينلاند-بالاتينات، شلسفيغ-هولشتاين وتورنغن) مشروع قانون زواج المثليين إلى البوندسرات (المجلس الاتحادي).
في 12 يونيو 2015، حصلت على قراءتها الأولى وتم إرسالها إلى اللجان. في البوندستاغ، قدم حزب المعارض تحالف 90/الخضر مشروع قانون آخر في 10 يونيو 2015. كانت القراءة الأولى له في 18 يونيو 2015 وتم إرساله إلى اللجان. في 25 سبتمبر 2015، صوت البوندسرات للموافقة على مشروع قانون تقنين زواج المثليين. انتقل مشروع القانون إلى البوندستاغ، حيث منعت الأحزاب الحاكمة (حزب الاتحاد الديمقراطي المسيحي (CDU/CSU) والحزب الديمقراطي الاجتماعي الألماني) النظر في جميع مشاريع قوانين زواج المثليين الثلاثة المعلقة في لجنة الشؤون القانونية.
في 14 أغسطس 2016، على الرغم من عدم الاعتراف القانوني بزواج المثليين، تم تزويج رجلين في كنيسة لوثرية في برلين من قبل قسيسين بروتستانتين، وهو أول زواج مثلي يؤدى في كنيسة ألمانية.
في مارس 2017، أعلن الحزب الديمقراطي الاجتماعي الألماني، الشريك الأصغر في حكومة الائتلاف، أنه سيضغط على الحزب الديمقراطي المسيحي لتشريع زواج المثليين بفضل الدعم الشعبي الهائل. قال زعيم مجموعة الحزب الديمقراطي الاجتماعي الألماني في البوندستاغ توماس أوبرمان إن حزبه سيقدم مشروع قانون، بالإضافة إلى مشاريع القوانين المعلقة منذ فترة طويلة من حزب الخضر، واليسار والأخرى التي تم تأجيلها في البوندسرات، ولكنه لم يفعل ذلك. في 20 يونيو 2017، رفضت المحكمة الدستورية الألمانية طلبًا من حزب الخضر الألماني لإصدار أمر قضائي يطلب من لجنة برلمانية إرسال مشاريع قوانين لتشريع زواج المثليين من المشرعين للتصويت في آخر جلسة قبل البرلمان.
في 17 يونيو 2017، تعهد حزب الخضر الألماني بعدم المشاركة في أي ائتلاف حاكم بعد الانتخابات الفيدرالية الألمانية 2017، ما لم يكن تشريع زواج المثليين جزءاً من الاتفاقية. في 24 يونيو، قال زعيم الحزب الديمقراطي الحر كريستيان ليندنر إنه سيوصي بأن يقوم حزبه بالتزام مماثل. وفي اليوم التالي، قدم الحزب الديمقراطي الاجتماعي الألماني التزاما مماثلًا.

#### تصويت البوندستاغ وموافقة البوندسرات (2017)

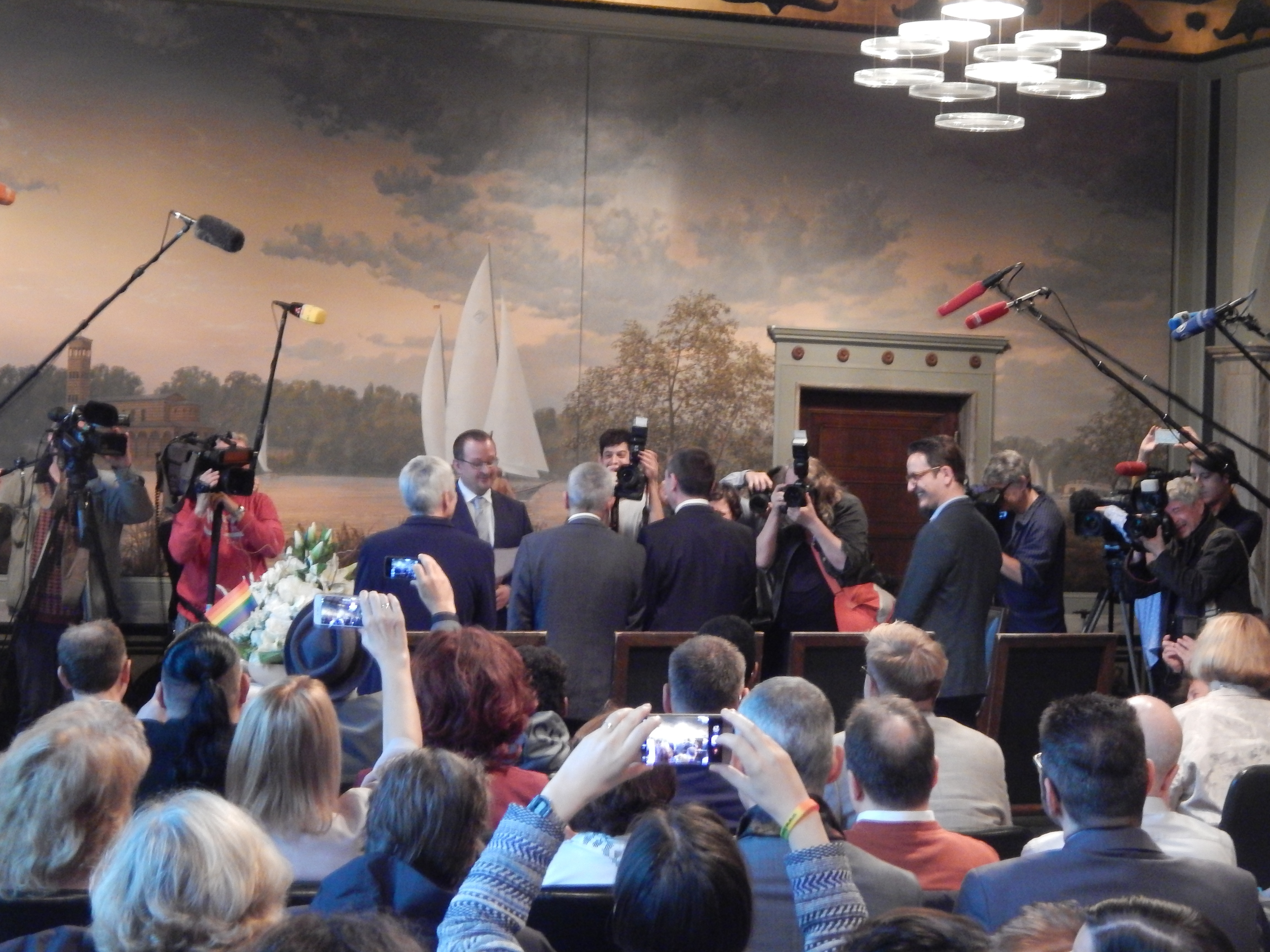
أول زواج مثلي في ألمانيا في 1 أكتوبر 2017في برلين

في 27 يونيو 2017، رداً على أسئلة الجمهور في منتدى عام في برلين، صرحت المستشارة أنغيلا ميركل بشكل غير متوقع أنها تأمل أن يتم طرح المسألة على التصويت حسب الضمير في البوندستاغ في المستقبل القريب. في اليوم التالي، دعا العديد من السياسيين إلى إجراء تصويت في وقت لاحق من هذا الأسبوع، في الجلسة الأخيرة قبل العطلة الصيفية. وقد وعد مارتن شولتز رئيس الحزب الديمقراطي الاجتماعي الألماني بأن حزبه سوف يرتب لإجراء تصويت. وفي وقت لاحق من ذلك اليوم، أعلن كل من حزبي الاتحاد أنهما سيسمحان لنوابهم بالتصويت حسب الضمير، رغم معارضتهم للتصويت على القضية قبل الانتخابات القادمة. في ذلك اليوم أيضًا (28 يونيو)، صوّت أعضاء الحزب الديمقراطي الاجتماعي الألماني، حزب الخضر الألماني والحزب اليساري الألماني في لجنة الشؤون القانونية، على تحديد موعد لإجراء تصويت على مشروع القانون الذي اقترحه البوندسرات في 2015، وهي تفوق أعضاء حزبي الاتحاد. سحب كل من حزبي الخضر واليسار مشاريع قوانينهما الخاصة.
في 30 يونيو، ناقش البوندستاغ مشروع القانون وأقره بـتصويت 393 لصالحه و226 ضده (393-226)، مع امتناع 4 أعضاء عن التصويت وغياب 7. صوتت ميركل ضد التشريع، والتي أدى تغيير موقفها إلى إجراء التصويت، لكنها قالت إنها تأمل أن النتيجة «لا تعزز فقط الاحترام بين الآراء المختلفة ولكن أيضًا تجلب المزيد من التماسك الاجتماعي والسلام». في 7 يوليو، وافق البوندسرات على مشروع القانون من دون تصويت، لأنه لم تكن هناك طلبات لجلسات التوفيق (بالألمانية: Vermittlungsausschuss).
تم التوقيع على القانون في 20 يوليو 2017 من قبل الرئيس فرانك-فالتر شتاينماير وبذلك أصبح رسميا «قانون بشأن إدخال الحق في الزواج للأشخاص من نفس الجنس» (بالألمانية: Gesetz zur Einführung des Rechts auf Eheschließung für Personen gleichen Geschlechts) بعد التوقيع عليه. تم نشر القانون في 28 يوليو 2017 في الجريدة الرسمية الاتحادية ودخل حيز التنفيذ في اليوم الأول من الشهر الثالث بعد النشر (أي: 1 أكتوبر 2017). بدأت الأزواج المثلية بالزواج في جميع أنحاء ألمانيا في ذلك اليوم، مع الاحتفال بأول زفاف مثلي في شونبيرغ، برلين بين كارل كريل وبودو مندي.
| الحزب                                       | صوت لصالح | صوت ضد | امتنع عن التصويت | لم يصوت (غائب) |
| ------------------------------------------- | --------- | ------ | ---------------- | -------------- |
| G حزبي الاتحاد (CDU/CSU)                    | 75        | 225    | 4                | 5              |
| G الحزب الديمقراطي الاجتماعي الألماني (SPD) | 192       | –      | –                | 1              |
| الحزب اليساري الألماني (Die Linke)          | 63        | –      | –                | 1              |
| تحالف '90/حزب الخضر الألماني (B90/Grüne)    | 63        | –      | –                | –              |
| إريكا شتاينباخ (مستقلة)                     | –         | 1      | –                | –              |
| العدد الإجمالي                              | 393       | 226    | 4                | 7              |
| العدد الإجمالي                              | 62.4%     | 35.9%  | 0.6%             | 1.1%           |

أثار العديد من الخبراء القانونيين، بما في ذلك أعضاء البرلمان وزعماء الأحزاب، شكوكاً حول قانونية القانون، حيث قال رئيس المحكمة الدستورية الألمانية السابق هانز يورجن بابير بأن زواج المثليين لا يتفق مع التعريفات السابقة للزواج التي تبنتها المحكمة. تنص المادة 6 (1) من القانون الأساسي على وضع «الزواج والأسرة» تحت «الحماية الخاصة لأمر الدولة». يتطلب تعديل الدستور أغلبية الثلثين في كلا المجلسين. وقد رفض وزير العدل الفيدرالي هيكو ماس هذه المخاوف الذي جادل بأن المادة 6 (1) لا تحدد مصطلح الزواج ولا تستبعد تعريفًا أوسع.
في أعقاب إقرار القانون، قال كل من الحكومة البافارية وحزب البديل من أجل ألمانيا إنهما سينظران في تقديم التماس إلى المحكمة لمراجعة قضائية (بالألمانية: abstrakte Normenkontrolle)، ولكن افتقاد الحزب للصفة القانونية لهذا التحدي، حيث أنه ليس جزءًا من الحكومة الفيدرالية أو أي حكومة ولاية، ولا يمتلك ربع النواب اللازمين في البوندستاغ. في 6 مارس 2018، أعلنت الحكومة البافارية أنها لن تتحدى القانون، 
في أيلول/سبتمبر 2018، بعد قرابة عام من تشريع زواج المثليين، قدم حزب البديل من أجل ألمانيا عريضة لإلغاء زواج المثليين. تمت مناقشة الاقتراح الذي فشل في البوندستاغ في 11 أكتوبر 2018. إذ عارضه كل حزب سياسي آخر الاقتراح. وبدلاً من ذلك، قام المشرعون من حزب الخضر والحزب الديمقراطي المسيحي والاتحاد المسيحي المسيحي بتهنئة أكثر من 10,000 من الأزواج المثليين والمثليات الذين تزوجوا في ألمانيا في العام الماضي، في حين انتقد آخرين حزب البديل من أجل ألمانيا بسبب اقتراحهم، واصفين إياه بأنه «غير ديمقراطي»، و«خطأ»، و«خدعة سياسية رخيصة على حساب المجتمع الحر»(بالألمانية: ein billiger Wahlkampf auf Kosten der freien Gesellschaft) وحتى«كسول جدا» (بالألمانية: skinkfaul).
في سبتمبر 2018، قدم حزب البديل من أجل ألمانيا في البرلمان المحلي لولاية شلسفيغ-هولشتاين عريضة لإجبار حكومة الولاية على مقاضاة قانون زواج المثليين في المحكمة الدستورية الألمانية. صوتت جميع الأحزاب السياسية الأخرى ضد الاقتراح، لأن غالبية الخبراء القانونيين يرون أن زواج المثليين يتوافق مع القوانين الفيدرالية.
في ديسمبر 2018، أصدر البرلمان الألماني «قانون تنفيذ قانون الحق في الزواج للأشخاص من نفس الجنس» (بالألمانية: "Gesetz zur Umsetzung des Gesetzes zur Einführung des Rechts auf Eheschließung für Personen gleichen Geschlechts")، الذي يعدل العديد من القوانين الأخرى لتعكس إضفاء الشرعية على زواج المثليين.

#### إحصائيات
من أكتوبر إلى نهاية ديسمبر 2017، تزوج 680 من الأزواج المثلية في برلين. من بين هؤلاء، تزوج 181 في منطقة تيمبلهوف-شينيرغ، و 100 في منطقة شارلوتنبورج فيلمسدورف و97 في منطقة فريدريكشاين-كروزبوغ، في حين أن الأزواج المتبقين تزوجوا في المناطق الـ9 الأخرى. خلال هذه الأشهر الثلاثة، مثلت حالات زواج المثليين 18.4% من جميع حالات الزواج في برلين.
تم تنفيذ 168 زواج مثلي في شتوتغارت من أكتوبر إلى ديسمبر 2017. وكان معظمها تحويلات من الشراكات المسجلة.
في مانهايم، تزوج 135 من الأزواج المثلية في الفترة ما بين تشرين الأول/أكتوبر 2017 وشباط/فبراير 2018. وكانت جميع هذه التحويلات من الشراكات باستثناء 16 منها. في فرايبورغ، كان عدد حالات زواج المثليين هو 46.
بحلول نهاية مارس 2018، حدث أكثر من 1000 زواج مثلي في برلين (أربعة أحياء لم تنشر إحصاءات زواجهم، تاركة بيانات غير مكتملة)، 900 في هامبورغ، 644 في كولونيا، 477 في ميونيخ، 216 في فرانكفورت، 192 في دوسلدورف، 180 في دورتموند و158 في هانوفر. كان معظمها تحويلات من الشراكات المسجلة.
بحلول نهاية سبتمبر 2018، أي بعد مرور حوالي عام على تشريع زواج المثليين، تزوج أكثر من 10000 من الأزواج المثلية، حوالي ثلثيهم كان تحويلات من الشراكات المسجلة.

## الرأي العام
وجد مؤشر يوروباروميتر لعام 2015 أن 66% من الألمان يعتقدون أنه يجب السماح بزواج المثليين في جميع أنحاء أوروبا، 29% كانوا ضده.
أظهر استطلاع آخر أجرته تي أن أس إمنيد في مايو 2015 أن 64٪ من الألمان يؤيدون زواج المثليين (من خلال التقسيم الحزبي:
63% من ناخبي حزبي الاتحاد، 77% من ناخبي الحزب الديمقراطي الاجتماعي الألماني، 73% من ناخبي الحزب الديمقراطي الحر، 72% من ناخبي الحزب اليساري الألماني، 89% من ناخبي حزب الخضر الألماني و14% من ناخبي حزب البديل من أجل ألمانيا). وعارض 31% أخرون ولم يعرف الإجابة 5% منهم.
أظهر استطلاع أجرته مؤسسة «إنسا» في حزيران/يونيو 2015 أن 65% من الألمان أيدوا زواج المثليين (من خلال التقسيم الحزبي: 58% من ناخبي حزب الاتحاد الديمقراطي المسيحي، و75% من ناخبي الحزب الديمقراطي الاجتماعي الألماني، و 72% من ناخبي الحزب اليساري الألماني، و79% من ناخبي حزب الخضر الألماني، و65٪ من الحزب الديمقراطي الحر، و42% من ناخبي حزب البديل من أجل ألمانيا).
في يناير 2017، أشارت دراسة أجرتها الوكالة الفيدرالية الألمانية لمكافحة التمييز إلى أن 83% من الألمان يؤيدون زواج المثليين.
أظهر استطلاع للرأي أجري في يونيو 2017 أن 73% من الألمان يؤيدون زواج المثليين، بما في ذلك 95% من ناخبي حزب الخضر الألماني، و82٪ من ناخبي الحزب الديمقراطي الاجتماعي الألماني، و81% من ناخبي الحزب اليساري الألماني، و 64٪ من ناخبي حزب الاتحاد الديمقراطي المسيحي، و 63% من ناخبي الحزب الديمقراطي الحر، و 55 ٪ من ناخبي حزب البديل من أجل ألمانيا.
أظهر استطلاع أجراه مركز بيو للأبحاث خلال الفترة الممتدة ما بين أبريل وأغسطس من عام 2017 ونُشِرَ في مايو 2018، أن 75% من الألمان يؤيدون زواج المثليين، ونسبة 23% يعارضونه و 2% لا يعرفون أو يرفضون الإجابة. وعند تقسيم ممن شملهم الاستطلاع تبعاً للدين؛ فإن نسب تأيد حق زواج المثليين توزعت بنسبة 86% من الأشخاص الغير مرتبطين بأي دين، و 82% من المسيحيين الغير ممارسين للشعائر الدينية و 53% من المسيحيين المرتادين للكنائس. كانت نسبة معارضة زواج المثليين 15% فقط من قبل من هم في الفئة العمرية مابين 18-34.